# Dhadi
Dhadi fou un petit estat tributari protegit, feudatari de Jubbal, al govern de la província del Panjab, superintendència dels Estats de les Muntanyes de Simla, Índia Britànica. La seva superfície era de 65 km² i estava situat a 31° 08′ N, 77° 48′ E / 31.133°N,77.800°E.
Inicialment fou feudatari de Tharoch i després de Bashahr però fou incorporat a Rawain durant la supremacia gurkha (1803-1815). El 1896 va esdevenir tributari de Jubbal. La població (1901) era de 247 persones i els ingressos de 400 rúpies. El formaven 3 o 4 pobles. El sobirà, amb títol de thakur, era un rajput. El 1905 va pujar al tron Dharm Singh, que era menor d'edat (nascut el 1888) i el poder el va exercir com a regent un parent, fins a la majoria, amb totes les facultats excepte les penes de mort que havien de ser confirmades pel superintendent britànic.

## Llista de thakurs
- Thakur Kesar Singh vers 1816-1845
- Thakur Badri Singh (fill) vers 1845-?
- Thakur Narayan Singh (fill) ?-1897
- Thakur Bir Singh (fill) 1897-1905 (+16 d'octubre de 1905)
- Thakur Dharam (o Dharm) Singh 1905-1953